# Bahnstrecke Ahlhorn–Vechta
| |                                |                          |                          |
| Streckennummer (DB): | 1561                           |                          |                          |
| Kursbuchstrecke: | 220b (1952); 220d (1944, 1946) |                          |                          |
| Streckenlänge: | 20,3 km                        |                          |                          |
| Spurweite: | 1435 mm (Normalspur)           |                          |                          |
| |                                |                          |                          |
| \| \| \| von Oldenburg (Oldb) Hbf \| \| \| \| 0,0 \| Ahlhorn \| Ahlhorn \| \| \| \| nach Osnabrück Hbf \| \| \| \| \| ehem. Flugplatz Ahlhorn \| \| \| \| \| BAB 1 \| \| \| \| 10,1 \| Schneiderkrug \| Schneiderkrug \| \| \| 13,5 \| Langförden \| Langförden \| \| \| 15,9 \| Calveslage \| Calveslage \| \| \| \| von Delmenhorst \| \| \| \| 19,5 \| Vechta-Falkenrott \| Vechta-Falkenrott \| \| \| 20,3 \| Vechta \| Vechta \| \| \| \| nach Cloppenburg \| \| \| \| \| nach Hesepe \| \| |                                |                          |                          |
| Strecke |                                | von Oldenburg (Oldb) Hbf | von Oldenburg (Oldb) Hbf |
| Bahnhof | 0,0                            | Ahlhorn                  | Ahlhorn                  |
| Abzweig geradeaus und nach rechts |                                | nach Osnabrück Hbf       | nach Osnabrück Hbf       |
| Abzweig geradeaus und nach links |                                | ehem. Flugplatz Ahlhorn  | ehem. Flugplatz Ahlhorn  |
| Strecke mit Straßenbrücke (Strecke außer Betrieb) |                                | BAB 1                    | BAB 1                    |
| Bahnhof (Strecke außer Betrieb) | 10,1                           | Schneiderkrug            | Schneiderkrug            |
| Bahnhof (Strecke außer Betrieb) | 13,5                           | Langförden               | Langförden               |
| Bahnhof (Strecke außer Betrieb) | 15,9                           | Calveslage               | Calveslage               |
| Abzweig ehemals geradeaus und von links |                                | von Delmenhorst          | von Delmenhorst          |
| ehemaliger Bahnhof | 19,5                           | Vechta-Falkenrott        | Vechta-Falkenrott        |
| Bahnhof | 20,3                           | Vechta                   | Vechta                   |
| Abzweig geradeaus und ehemals nach rechts |                                | nach Cloppenburg         | nach Cloppenburg         |
| Strecke |                                | nach Hesepe              | nach Hesepe              |

Die Bahnstrecke Ahlhorn–Vechta war eine Eisenbahnstrecke in Niedersachsen. Die 20 km lange Strecke wurde 1885 eröffnet; während der Personenverkehr bereits 1952 eingestellt wurde, fand Güterverkehr noch bis in die 1990er Jahre statt.

## Geschichte

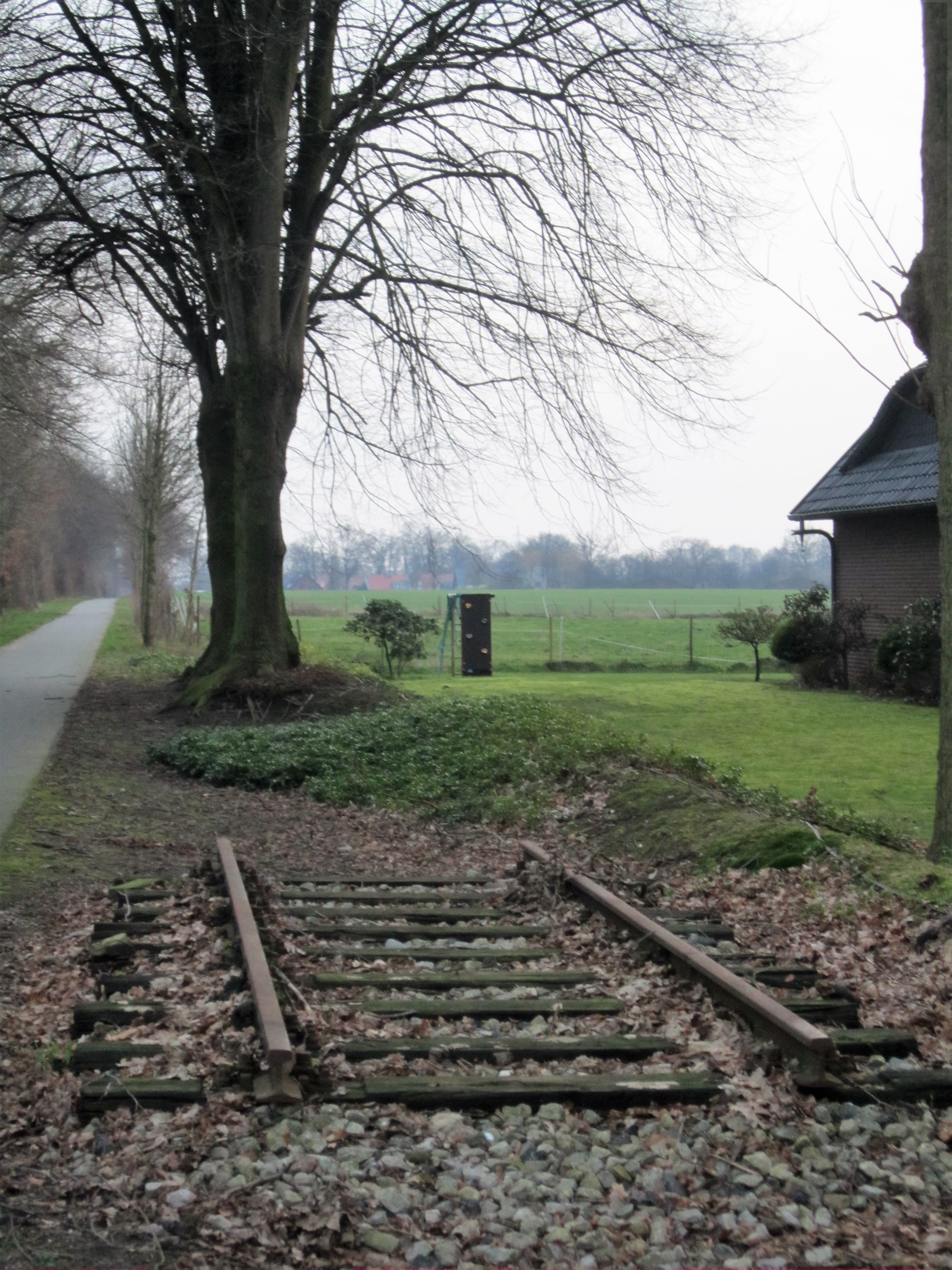
Fuß- und Radweg auf der ehemaligen Trasse der Bahnstrecke beim ehemaligen Bahnhof Calveslage

1876 eröffnete die Großherzoglich Oldenburgische Eisenbahn ihre Südbahn von Oldenburg nach Osnabrück. Die südlich davon gelegenen Ortschaften, insbesondere die Städte Vechta und Lohne (Oldenburg), forderten danach auch einen Eisenbahnanschluss.
Die entlang der Chaussee gebaute Strecke von Ahlhorn nach Vechta wurde am 1. Oktober 1885 eröffnet. Die 7 km lange Verlängerung bis Lohne ging drei Jahre später in Betrieb, nach Eröffnung der Verlängerung bis Hesepe und der Verbindung Richtung Delmenhorst wurde dieser Abschnitt Teil der Bahnstrecke Delmenhorst–Hesepe.
Der Personenverkehr zwischen Ahlhorn und Vechta wurde am 18. Mai 1952 eingestellt, der Güterverkehr zwischen Ahlhorn und Schneiderkrug am 28. Mai 1967. Zwischen Vechta und Schneiderkrug wurde am 28. Mai 1994 der Güterverkehr eingestellt, aber im Jahr darauf zwischen Vechta und Langförden wieder aufgenommen. Zum 31. Dezember 1998 ist dieser endgültig beendet worden.  Bis auf einen Gleisanschluss zum ehemaligen Flugplatz Ahlhorn, der heute vom Metropolpark Hansalinie genutzt wird, ist die Strecke komplett abgebaut. Auf einem Großteil der ehemaligen Trasse verläuft heute ein Fuß- und Radweg. Als Baudenkmal ist das Stellwerk Ahlhorn zu beachten.
Die Bedienung wurde von der Buslinie 600, betrieben von Weser-Ems-Bus, übernommen.